# 1 Coríntios 8
1 Coríntios 8 é o oitavo capítulo da Primeira Epístola aos Coríntios, de autoria do Apóstolo Paulo, no Novo Testamento da Bíblia.

## Estrutura
A Tradução Brasileira da Bíblia organiza este capítulo da seguinte maneira:
- 1 Coríntios 8:1-13 - Acerca das coisas sacrificadas aos ídolos